# Črnava (Lobnica)
To je članek o pohorskem potoku, pritoku Lobnice. Za istoimenski pohorski potok, pritok Oplotniščice, glej Črnava (Oplotniščica). Za istoimensko umetno jezero v Preddvoru glej Črnava (jezero).
Črnáva (tudi Ribniščica) je desni pritok Lobnice iz osrednjega uravnanega dela Pohorja. Začenja se kot neznaten izvir v mokrotnem gozdu in teče po drobni strugi na sever v Črno jezero. Na severni strani ponovno izteka iz jezera in nadaljuje tok proti severu. Dolina je sprva še plitva in mokrotna, v spodnjem delu se nekoliko poglobi, na manjši ravnici Bajgot pa se potok izliva v Lobnico. Edini večji pritok je Piklerica z leve strani.
Potok v celoti teče po osrednjepohorski uravnavi, zato ima majhen strmec, svet ob potoku pa je mokroten, gozdnat in mestoma poraščen s šotnim mahom. V plitvi naravni kotanji so verjetno že v fevdalni dobi napravili ribnik, v 19. st. pa so jezero povečali, da so pridobili dodatne količine vode za lobniško vodno rižo (drča), ki so jo zgradili med letoma 1836 in 1838 in po njej spravljali les iz osrednjega Pohorja v dolino. Enega od začetnih krakov vodne riže so zgradili tudi ob spodnjem toku Črnave nad Bajgotom, opustili pa so jo leta 1959.
Po drugi svetovni vojni so obstajali načrti, da bi v povirnem delu Črnave na mestu današnjega Črnega jezera zgradili 50 m visoko betonsko pregrado in za njo veliko večjo vodno akumulacijo, iz katere bi spuščali vodo po dolini Črnave do hidroelektrarne nad slapom Šumik. Dodatne količine vode za akumulacijo bi pridobili z 18 km dolgim zbirnim kanalom na severni strani razvodnice, s katerim bi zajeli vse vode, ki danes odtekajo proti Dravi, z drugim kanalom pa bi zajeli še povirne vode Oplotniščice na južni strani in jih po predoru dovajali v jezero.
Zgornji del doline s Črnim jezerom in bližnjo okolico je od leta 1992 zavarovan kot gozdni rezervat (površina 53,5 ha), predvsem zaradi svojskih mokrotnih habitatov ter zanimivega rastlinskega in živalskega sveta.